# Muzillac
 Muzillac  (en bretón Muzilheg, en galó Mezuliac) es una población y comuna francesa, situada en la región de Bretaña, departamento de Morbihan, en el distrito de Vannes y cantón de Muzillac.

## Demografía
| 2189 | 2516 | 2987 | 3228 | 3471 | 3805 |
| Para los censos de 1962 a 1999 la población legal corresponde a la población sin duplicidades (Fuente: INSEE [Consultar]) |      |      |      |      |      |